# Y Kant Tori Read (album)
Y Kant Tori Read – pierwszy i jedyny album zespołu Y Kant Tori Read. Album promowały dwa single – "The Big Picture" oraz "Cool on Your Island".

## Lista utworów
1. "The Big Picture" – 4:19
2. "Cool on Your Island" – 4:57
3. "Fayth" – 4:23
4. "Fire on the Side" – 4:53
5. "Pirates" – 4:16
6. "Floating City" – 5:22
7. "Heart Attack at 23" – 5:16
8. "On the Boundary" – 4:38
9. "You Go to My Head" – 3:55
10. "Etienne Trilogy" – 6:45
  - "The Highlands"
  - "Etienne"
  - "Skyeboat Song"

## Twórcy
- Tori Amos – śpiew, fortepian, instrumenty klawiszowe
- Steve Caton – gitary
- Kim Bullard – instrumenty klawiszowe, fortepian, programowanie
- Matt Sorum – bębny
- Vinnie Colaiuta – bębny
- Steve Farris – gitary, gitary akustyczne
- Tim Landers – gitara basowa
- Fernando Saunders – gitara basowa
- Peter White – gitary, gitary akustyczne
- Gene Black – gitary
- Eric Williams – mandolina
- Richard Bernard – buzuki
- Paulinho Da Costa – perkusja
- Devon Dickson – dudy